# Alejandro Goić Karmelić
Alejandro Goić Karmelić (Punta Arenas, Čile, 7. svibnja 1940.) je biskup biskupije Rancague u Čileu. Potomak je bračkih iseljenika.
Godine 1966. se zaredio za svećenika, a 1979. je imenovan za pomoćnog biskupa biskupije Concepción i za naslovnog biskupa Afrike, a za potonju je i zaređen iste godine.
1994. je imenovan i biskupa biskupije Osorno u Čileu.
10. srpnja 2003. je imenovan za biskupa koadjutora u Rancagui u Čileu, a biskupom iste biskupije je postao iduće godine. Bio je predsjednik Čileanske biskupske konferencije od 2004. do 2010. godine.
Podrijetlom je Hrvat.